# Garber (Iowa)
Garber es una ciudad ubicada en el condado de Clayton en el estado estadounidense de Iowa. En el Censo de 2010 tenía una población de 88 habitantes y una densidad poblacional de 147,73 personas por km².

## Geografía
Garber se encuentra ubicada en las coordenadas 42°44′40″N 91°15′43″O / 42.74444, -91.26194. Según la Oficina del Censo de los Estados Unidos, Garber tiene una superficie total de 0.6 km², de la cual 0.6 km² corresponden a tierra firme y (0%) 0 km² es agua.

## Demografía
Según el censo de 2010, había 88 personas residiendo en Garber. La densidad de población era de 147,73 hab./km². De los 88 habitantes, Garber estaba compuesto por el 100% blancos, el 0% eran afroamericanos, el 0% eran amerindios, el 0% eran asiáticos, el 0% eran isleños del Pacífico, el 0% eran de otras razas y el 0% pertenecían a dos o más razas. Del total de la población el 0% eran hispanos o latinos de cualquier raza.